# Gabara infumata
Gabara infumata är en fjärilsart som beskrevs av George Francis Hampson 1926. Gabara infumata ingår i släktet Gabara och familjen nattflyn. Inga underarter finns listade i Catalogue of Life.